# Río Limay
Der Río Limay ist ein rund 380 km langer Fluss in Argentinien.
Er ist ein Abfluss des Nahuel-Huapi-Sees und durchfließt den Nordwesten Patagoniens bis zur Stadt Neuquén, wo er durch den Zusammenfluss mit dem Río Neuquén den Río Negro bildet. Zu seinen wichtigsten Nebenflüssen gehören Río Traful, Río Pichileufú und der Río Collón Curá.
Etwa ein Viertel der hydroelektrischen Energie Argentiniens wird von den 5 Wasserkraftwerken am Río Limay erzeugt. Deren Talsperren haben auch den Flussverlauf so verändert, dass sich seine ursprüngliche Länge von 450 Kilometer auf 380 Kilometer reduziert hat.

## Talsperren und Stauseen
Flussabwärts gesehen wird der Limay durch die folgenden Wasserkraftwerke aufgestaut:
| Talsperre         | Betreiber | Max. Leistung (MW) | Stausee              | Oberfläche (km²) | Volumen (Mrd. m³) |
| ----------------- | --------- | ------------------ | -------------------- | ---------------- | ----------------- |
| Alicurá           |           | 1.000              | Alicurá              | 67,5             | 3,267             |
| Piedra del Águila |           | 1.400              | Piedra del Águila    | 305              | 12,6              |
| Pichi Picún Leufú |           | 261                | Pichi Picún Leufú    | 19               | 0,197             |
| El Chocón         |           | 1.200              | Ezequiel Ramos Mexía | 816              | 20,155            |
| Arroyito          |           | 120                | Arroyito             | 38,6             | 0,3               |